# Университет Карабюк
Университет Карабюк (тур. Karabük Üniversitesi) — государственный университет в Карабюке, Турция.
Университет Карабюк второй университет по наибольшему количеству иностранных студентов в Турции, после Университета Анадолу.

## История
Университет Карабюк был основан 28 мая 2007 года Законом № 5662 "О внесении изменений в Закон об организации высших учебных заведений и Закон-декрет о штате академического персонала в высших учебных заведениях и таблицы, прилагаемые к Закону-декрету об общем составе и процедуре".

## Академические подразделения
В настоящее время в состав университета входит 16 факультетов, 2 института, 5 колледжей, 9 высших школ и 15 исследовательских центров.

### Факультеты
- Факультет литературы
- Факультет наук
- Факультет изящных искусств и дизайна Фетхи Токера
- Факультет экономики и административных наук
- Факультет архитектуры
- Факультет менеджмента
- Факультет теологии
- Факультет менеджмента
- Инженерный факультет
- Факультет технического образования
- Технологический факультет
- Медицинский факультет

### Институты
- Высшая школа изучения железа и стали
- Высшая школа естественных и прикладных наук
- Высшая школа социальных наук
- Высшая школа медицинских наук

### Школы
- Школа здравоохранения
- Школа физкультуры и спорта имени Хасана Догана
- Школа иностранных языков

### Колледжи
- Колледж юстиции
- Эскипазарсий колледж
- Колледж профессионального спорта Овачика
- Колледж технических наук
- Колледж Сафранболу
- Колледж здравоохранения
- Колледж социальных наук
- Енисский колледж

### Исследовательские центры[3]
- Центр приложений и исследований дистанционного образования
- Центр прикладных исследований и исследований в области возобновляемых источников энергии
- Центр приложений и исследований непрерывного образования
- Центр приложений и исследований в области образования одаренных людей
- Прикладной и исследовательский центр обучения по охране труда
- Центр прикладных исследований истории, культуры, искусства
- Отдел энергетики и экологических технологий
- Центр приложений и исследований детского развития
- Турецкий центр прикладных исследований и преподавания
- Центр применения и исследований экспериментальной медицины
- Центр применения и исследований материалов

## Рейтинги
В рейтинге лучших университетов по Times Higher Education университет занимает 1001–1200 место и 251-300 место в мировом рейтинге молодых университетов. Университет входит в десятку лучших государственных университетов Турции. Университет Карабюк — единственный университет за пределами Анкары и Стамбула, добившийся такого большого успеха. Кроме того, в 2019 году он стал первым государственным университетом в Турции, получившим одобрение EAQUALS.

## Кампус

### Главный кампус
Главный кампус университета находится в пригороде Карабюк Балыкларкаяси. На территории кампуса расположено множество факультетов, институтов, Исследовательских центров, олимпийский бассейн, теннисный корт, футбольные поля, крытые спортивные залы, почтовые отделения, банки, мечеть, ботанический сад, жилые помещения и общежития. Вокруг кампуса протекает река Арак.

### Больница
Медицинские услуги осуществляет Департамент здравоохранения, культуры и спорта.